# Ilmtal-Weinstraße
Ilmtal-Weinstraße es un municipio situado en el distrito de Weimarer Land, en el estado federado de Turingia (Alemania). Su población a finales de 2016 era de unos 4500 habitantes y su densidad poblacional, 70 hab/km².
Se encuentra ubicado cerca de las ciudades de Jena, Weimar y Erfurt —la capital del estado—.